# دانيال بيغيلو
دانيال بيغيلو هو سياسي أمريكي، ولد في 24 مارس 1824، وتوفي في 15 سبتمبر 1905.